# Mikhaliovo
Mikhaliovo (en rus: Михалёво) és un poble de l'óblast de Vladímir, a Rússia, segons el cens del 2012 tenia 206 habitants. Pertany al districte municipal de Múrom.